# Holmajärvi (Jokkmokks socken, Lappland, 737829-172092)
Holmajärvi är en sjö i Jokkmokks kommun i Lappland och ingår i Luleälvens huvudavrinningsområde.